# 행복배달부 팻아저씨
《행복배달부 팻아저씨》(幸福配達夫 - , 영어: Postman Pat: The Movie)는 2013년 공개된 영국의 애니메이션 영화로, 《포스트맨 팻》의 극장판이다.